# Eddie Ojeda
Eddie "Fingers" Ojeda (født 5. August, 1955 i New York) og er den ene guitarist i det amerikanske glamrock-band, Twisted Sister og var før guitarist for bandet, SPX. Eddie Ojeda har brugt navnet "Fingers", da han er meget lav, med en højde på 1,64, som at han er lav som en finger. Det var hans egen idé. Han var 4. medlem, og var han har altid kendt sanger, Dee Snider, da deres mødre var gode veninder.